# Julio Urías
Julio César Urías Acosta (né le 12 août 1996 à Culiacán, Sinaloa, Mexique) est un lanceur gaucher des Dodgers de Los Angeles de la Ligue majeure de baseball.

## Carrière
Julio Urías signe son premier contrat professionnel en août 2012 avec les Dodgers de Los Angeles. Il débute professionnellement en 2013 dans les ligues mineures et est rapidement considéré comme l'un des plus brillants jeunes joueurs : Baseball America le classe 51e de sa liste des 100 meilleurs joueurs d'avenir au début de l'année 2014 avant de le faire passer au 10e rang un an plus tard, puis en 4e position au début 2016.
Le gaucher fait ses débuts dans le baseball majeur comme lanceur partant des Dodgers de Los Angeles le 27 mai 2016 mais il est malmené par les Mets de New York, qui marquent 3 points, frappe 5 coups sûrs et lui soutirent 4 buts-sur-balles pour le chasser de la rencontre après à peine deux manches et deux tiers lancées. Le 2 juin à Chicago, il n'est guère plus brillant alors que les Cubs marquent 6 points sur 8 coups sûrs en 5 manches pour lui infliger sa première défaite. Toutefois, les choses s'améliorent progressivement pour Urías et il complète sa première saison dans les majeures avec 5 victoires, deux défaites, une moyenne de points mérités de 3,39 et 84 retraits sur des prises en 77 manches lancées lors de 18 matchs, dont 15 comme partant et 3 comme lanceur de relève. Urías est le plus jeune joueur des majeures durant la saison 2016 et le premier joueur né en 1996 à atteindre les majeures.
Entré dans le match en relève, il est le lanceur gagnant du 5e et dernier affrontement de la Série de divisions 2016 de la Ligue nationale où les Dodgers éliminent les Nationals de Washington le 13 octobre : il est à 20 ans et 60 jours le plus jeune lanceur de l'histoire à remporter une victoire dans les séries éliminatoires, battant Odalis Pérez, gagnant à 20 ans et 112 jours d'un match des Séries de divisions pour Atlanta en 1998.
Les Dodgers annoncent le 23 juin 2017 que Urías doit subir une opération à la capsule antérieure de l'épaule gauche et ratera le reste de la saison 2017.